# DDG (rapper)
DDG, pseudonimo di Darryl Dwayne Granberry Jr. (Pontiac, 10 ottobre 1997), è un rapper, pugile ed ex YouTuber statunitense.
È noto soprattutto per il suo singolo Moonwalking In Calabasas, che ha raggiunto l'ottantunesima posizione della Billboard Hot 100 e ha ottenuto vari remix, tra cui uno con Blueface e uno con YG.

## Biografia
Darryl Dwayne Granberry Jr. è nato a Pontiac, Michigan e ha frequentato l'International Tech Academy. Dopo il diploma, Darryl si è iscritto alla Central Michigan University, abbandonando gli studi dopo aver ottenuto successo facendo lo YouTuber, trasferendosi a Hollywood.
Nel 2018 Grandberry ha firmato con Epic Records e due anni dopo ha co-fondato la sua etichetta Zooted Music con i manager Eric O'Connor e Dimitri Hurt. Il suo singolo del 2020 Moonwalking in Calabasas (remixato con Blueface) è entrato nella Billboard Hot 100 e ha ricevuto la certificazione di doppio platino dalla Recording Industry Association of America.
Granberry ha esordito nel suo primo incontro di pugilato professionista contro Nate Wyatt nel giugno 2021, vincendo l'incontro.

## Vita privata
Nel 2021 si fidanza con la cantante e attrice Halle Bailey, la quale appare anche nel video musicale della canzone del rapper If I Want You.. Nel 2023 la coppia ha il loro primo figlio di nome Halo. e nel 2024 si separa.

## Discografia

### Album in studio
- 2019 – Valedictorian
- 2022 – It's Not Me It's You
- 2023 – Maybe It's Me...

### Mixtape
- 2021 – Die 4 Respect (con OG Parker)

### EP
- 2018 – Take Me Serious
- 2019 – Sorry 4 the Hold Up

### Singoli
- 2016 – Balenciagas
- 2016 – Free Parties
- 2017 – The Reals
- 2017 – No Pockets
- 2017 – Lettuce (feat. Famous Dex)
- 2017 – Take Me Serious
- 2017 – Givenchy
- 2017 – Hood Santa
- 2018 – On My Own
- 2018 – Bank
- 2018 – Arguments
- 2018 – No Label
- 2018 – Young, Rich & Black
- 2018 – Run It Up (feat. YBN Nahmir, G Herbo e Blac Youngsta)
- 2018 – Accountant
- 2019 – Hold Up (feat. Queen Naija)
- 2019 – 13
- 2019 – Push
- 2020 – Red Light (con DC the Don e YBN Almight Jay)
- 2020 – Cotton Mouth
- 2020 – Escape
- 2020 – Toxic
- 2020 – Pull Up (con Sad Frosty)
- 2020 – OD
- 2020 – New Celine (con Padway T.O)
- 2020 – Exotics
- 2020 – Case
- 2020 – She Cheated
- 2020 – Well Off
- 2020 – Moonwalking In Calabasas (solo o feat. Blueface o YG)
- 2020 – Tony Montana (con Dj K.I.D.)
- 2021 – Money Long (con OG Parker feat. 42 Dugg)